# Mikel Jauregizar
Mikel Jauregizar Alboniga (Bilbau, 13 de novembro de 2003) é um jogador de futebol profissional espanhol que atua como meio-campista no Athletic Bilbao.

## Carreira
Jauregizar começou sua carreira no Bermeo, em 2018. Ele se mudou para a academia de jovens do Athletic Bilbao em 1 de abril de 2021. Em 2022, ele começou a jogar com o terceiro time, o Basconia. Ele foi promovido ao segundo time, o Bilbao Athletic, para a temporada 2023–24. Em outubro de 2023, ele começou a treinar com o time profissional do Athletic Bilbao após lesões de alguns jogadores titulares. Em 20 de novembro de 2023, ele estendeu seu contrato com o clube até 2028.
Jauregizar fez sua estreia pelo time principal do Athletic Bilbao substituindo seu amigo e ex-companheiro do Bermeo Unai Gómez, em uma vitória por 3–0 na Copa do Rei sobre o Cayón em 7 de dezembro de 2023. Nove dias depois, ele voltou a sair do banco para sua estreia na La Liga, em uma vitória em casa por 2–0 sobre o Atlético de Madrid.

### Carreira internacional
Em 19 de novembro de 2024 estreou com a seleção espanhola sub-21, comandada por Santi Denia, em um amistoso ganho por 2–1 ante a Dinamarca sub-21, em Albacete.

## Títulos
Athletic Bilbao
- Copa do Rei: 2023–24[8]